# Snihurivka
Snihurivka (ukrajinsky Снігурівка; rusky Снигирёвка – Snigirjovka) je město v Mykolajivské oblasti na Ukrajině. Leží na pravém břehu Inhulce 62 kilometrů východně od Mykolajivu, správního střediska celé oblasti. V roce 2011 žilo v Snihurivce přes třináct tisíc obyvatel.
Od 19. března 2022 do 10. listopadu 2022 bylo město pod ruskou okupací v důsledku ruské invaze na Ukrajinu.